# Crimora (Virginia)
Crimora es un lugar designado por el censo situado en el condado de Augusta, Virginia  (Estados Unidos). Según el censo de 2010 tenía una población de 2.209 habitantes.

## Demografía
Según el censo del 2000, Crimora tenía 1.796 habitantes, 724 viviendas, y 516 familias. La densidad de población era de 225,9 habitantes por km².
De las 724 viviendas en un 31,6%  vivían niños de menos de 18 años, en un 55,5%  vivían parejas casadas, en un 10,6% mujeres solteras, y en un 28,7% no eran unidades familiares. En el 24,4% de las viviendas  vivían personas solas el 8,3% de las cuales correspondía a personas de 65 años o más que vivían solas. El número medio de personas viviendo en cada vivienda era de 2,48 y el número medio de personas que vivían en cada familia era de 2,92.
Por edades la población se repartía de la siguiente manera: un 24,1% tenía menos de 18 años, un 8,1% entre 18 y 24, un 30,3% entre 25 y 44, un 25,7% de 45 a 60 y un 11,7% 65 años o más.
La edad media era de 38 años.  Por cada 100 mujeres de 18 o más años  había 93,6 hombres.
La renta media por vivienda era de 30.430$ y la renta media por familia de 35.650$. Los hombres tenían una renta media de 27.350$ mientras que las mujeres 17.476$. La renta per cápita de la población era de 14.864$. En torno al 9,5% de las familias y el 13,8% de la población estaban por debajo del umbral de pobreza.

## Localidades adyacentes
El siguiente diagrama muestra a las localidades más próximas a Crimora.